# Асир (футбольный клуб)
«А́сир» (фар. Bóltfelagið Æsir Vestmanna) — фарерский футбольный клуб, представлявщий город Вестманна. Основан 26 октября 1991 года, расформирован 17 марта 1996 года. Цвета клуба — жёлтый и тёмно-синий. В премьер-лиге Фарерских островов «Асир» никогда не выступал, лучшим достижением команды является седьмое место во втором дивизионе в сезоне-1995.

## История клуба
«Асир» основала группа моряков из Вестманны 26 октября 1991 года. Название «Æsir» (рус. «Асы») команде придумал учитель судоходной школы Йоуаннес Сколе. Клуб стартовал с самых низов фарерского футбола, его первым стадионом был пустырь, расположенный за городом. В 1993 году «Асир» поднялся во второй дивизион и начал играть на стадионе «о Дунгасанди» в Сёрвоавуре. По итогам сезона команда понизилась в классе, заняв предпоследнее девятое место. Тогда же клуб дебютировал в Кубке Фарерских островов, где добрался до второго раунда и уступил в нём представителю премьер-лиги «ВБ» со счётом 1:6.
Уже в сезоне-1995 «Асир» возвратился обратно и добился лучшего результата в своей истории, финишировав седьмым во второй лиге. После проигранного кубкового матча против столичного «Фрама», состоявшегося 17 марта 1996 года, команда была распущена. Основной причиной роспуска «Асира» стал отказ Федерации футбола Фарерских островов зарегистрировать новый стадион в родной для клуба Вестманне в качестве основной арены.
За «Асир» выступали три футболиста с опытом игры в высшем фарерском дивизионе: Соамаль о Воалуй, Паули Хёгнесен и Инги Ольсен. Воспитанники клуба Очи Ольсен и Йоуаннес Иверсен впоследствии дебютировали на высоком уровне.

## Главные тренеры
- Эван Хансен (1991—1994)
- Финнур Хельмсдаль (1995)
- Инги Ольсен (1996)